# Medalistki mistrzostw świata w kolarstwie torowym – keirin kobiet
Pełna lista medalistek mistrzostw świata w kolarstwie torowym w keirinie kobiet.

## Medaliści
| Rok i miejsce          | Złoto                | Srebro                | Brąz                 |
| ---------------------- | -------------------- | --------------------- | -------------------- |
| 2002 Kopenhaga         | Li Na                | Clara Sanchez         | Rosealee Hubbard     |
| 2003 Stuttgart         | Swietłana Grankowska | Anna Meares           | Oksana Griszyna      |
| 2004 Melbourne         | Clara Sanchez        | Elisa Frisoni         | Jennie Reed          |
| 2005 Los Angeles       | Clara Sanchez        | Elisa Frisoni         | Yvonne Hijgenaar     |
| 2006 Bordeaux          | Christin Muche       | Clara Sanchez         | Guo Shuang           |
| 2007 Palma de Mallorca | Victoria Pendleton   | Guo Shuang            | Anna Meares          |
| 2008 Manchester        | Jennie Reed          | Victoria Pendleton    | Christin Muche       |
| 2009 Pruszków          | Guo Shuang           | Clara Sanchez         | Willy Kanis          |
| 2010 Kopenhaga         | Simona Krupeckaitė   | Victoria Pendleton    | Olga Panarina        |
| 2011 Apeldoorn         | Anna Meares          | Olga Panarina         | Clara Sanchez        |
| 2012 Melbourne         | Anna Meares          | Jekatierina Gnidienko | Kristina Vogel       |
| 2013 Mińsk             | Rebecca James        | Gong Jinjie           | Lisandra Guerra      |
| 2014 Cali              | Kristina Vogel       | Anna Meares           | Rebecca James        |
| 2015 Paryż             | Anna Meares          | Shanne Braspennincx   | Lisandra Guerra      |
| 2016 Londyn            | Kristina Vogel       | Anna Meares           | Rebecca James        |
| 2017 Hongkong          | Kristina Vogel       | Martha Bayona         | Nicky Degrendele     |
| 2018 Apeldoorn         | Nicky Degrendele     | Lee Wai Sze           | Simona Krupeckaitė   |
| 2019 Pruszków          | Lee Wai Sze          | Kaarle McCulloch      | Darja Szmielowa      |
| 2020 Berlin            | Emma Hinze           | Lee Hye-Jin           | Stephanie Morton     |
| 2021 Roubaix           | Lea Friedrich        | Mina Sato             | Jana Tyszczenko      |
| 2022 Montigny          | Lea Friedrich        | Mina Sato             | Steffie van der Peet |

## Tabela medalowa
Stan po MŚ 2022
| Miejsce | Państwo           |   |   |   | Razem |
| ------- | ----------------- | - | - | - | ----- |
| 1.      | Niemcy            | 7 | 0 | 2 | 9     |
| 2.      | Australia         | 3 | 4 | 3 | 10    |
| 3.      | Francja           | 2 | 3 | 1 | 6     |
| 4.      | Wielka Brytania   | 2 | 2 | 2 | 6     |
| 5.      | Chiny             | 2 | 2 | 1 | 5     |
| 6.      | Rosja             | 1 | 1 | 2 | 4     |
| 7.      | Hongkong          | 1 | 1 | 0 | 2     |
| 8.      | Belgia            | 1 | 0 | 1 | 2     |
| 8.      | Stany Zjednoczone | 1 | 0 | 1 | 2     |
| 10.     | Japonia           | 0 | 2 | 0 | 2     |
| 10.     | Włochy            | 0 | 2 | 0 | 2     |
| 12.     | Holandia          | 0 | 1 | 3 | 4     |
| 13.     | Białoruś          | 0 | 1 | 1 | 2     |
| 14      | Kolumbia          | 0 | 1 | 0 | 1     |
| 14      | Korea Południowa  | 0 | 1 | 0 | 1     |
| 16.     | Kuba              | 0 | 0 | 2 | 3     |
| 16.     | Litwa             | 0 | 0 | 1 | 1     |
| 16.     | RCF               | 0 | 0 | 1 | 1     |